# 성현아
성현아(한국 한자: 成賢娥, , 1975년 7월 23일 ~ )는 대한민국의 배우이며 1994년 미스코리아 출신이다.

## 학력
- 서울백운초등학교
- 선덕중학교
- 영훈고등학교

## 생애
대기업 이사였던 아버지 밑에서 어린 시절을 보냈다. 고등학교를 졸업한 후에 모델 일을 하였고 1994년 미스코리아 대회에 출전해 광주전남 예선대회에서 진에, 본선에서 미에 당선됐다. 이후부터 연기 활동을 시작한다.
2002년에 마약의 일종인 엑스터시 복용 혐의로 구속되며 활동을 중단한다. 이후 2004년 영화 《여자는 남자의 미래다》에 출연해 칸 영화제에 진출해 재기에 성공했으며, 2006년 SBS 《어느날 갑자기》로 정극 복귀를 했다.
2010년에 여섯 살 연상의 사업가와 재혼하여 아들을 출산했으나, 재혼한 남편의 사업이 순탄치 않아 별거에 들어갔고, 이후 극심한 생활고에 시달렸다. 2013년에는 성매매 관련 혐의로 기소돼 1, 2심에서 벌금 200만 원이 선고받았다. 이후 2016년 대법원 판결에서 무죄를 인정받았지만, 이 과정에서 MBC로부터 출연금지를 받았다. 그후 2018년 KBS 2TV의 TV 소설이자 아침드라마인 《파도야 파도야》로 안방극장에 복귀했다.

## 연기 활동

### 텔레비전 드라마
| 연도 | 방송사 | 제목                                               | 역할            | 비고 |
| ---- | ------ | -------------------------------------------------- | --------------- | ---- |
| 1994 | KBS2   | 사랑의 인사                                        | 정해인          |      |
| 1995 | MBC    | MBC 베스트극장 - 아델라이데                        | 채영            |      |
| 1996 | SBS    | 남자대탐험                                         | 유맹희          |      |
| 1996 | SBS    | 성장느낌 18세                                      | 국어교사        |      |
| 1997 | SBS    | LA아리랑                                           |                 |      |
| 1997 | SBS    | SBS 70분드라마 - 가방을 든 남자                    |                 |      |
| 1997 | KBS2   | 열애                                               | 김채원          |      |
| 1998 | MBC    | 남자 셋 여자 셋                                    |                 |      |
| 1998 | KBS2   | 김창완의 이야기 셋                                 |                 |      |
| 1998 | MBC    | 보고 또 보고                                       | 이승미          |      |
| 1998 | MBC    | 애드버킷                                           | 윤소라          |      |
| 1999 | SBS    | 크리스탈                                           | 윤희            |      |
| 1999 | MBC    | 눈물이 보일까봐                                    | 김지은          |      |
| 1999 | MBC    | 허준                                               | 의녀 소현       |      |
| 1999 | MBC    | 당신 때문에                                        | 장세미          |      |
| 1999 | MBC    | MBC 베스트극장 - 카이코우라로 가는 기차            | 수진            |      |
| 2001 | iTV    | 립스틱                                             | 성현아          |      |
| 2001 | KBS2   | 쌍둥이네                                           |                 |      |
| 2001 | SBS    | SBS 오픈드라마 남과여 - 나는 Mr. 하이디와 결혼했다 | 영혜            |      |
| 2006 | SBS    | 어느 날 갑자기                                     | 오유란          |      |
| 2007 | MBC    | 이산                                               | 화완옹주        |      |
| 2007 | MBC    | 나쁜여자 착한여자                                  | 윤서경          |      |
| 2009 | SBS    | 자명고                                             | 송 매설수       |      |
| 2010 | MBC    | 욕망의 불꽃                                        | 남애리          |      |
| 2018 | KBS2   | 파도야 파도야                                      | 천금금          |      |
| 2020 | SBS    | 불새 2020                                          | 최명화 / 백순주 |      |

### 영화
- 1997년 《할렐루야》 ... 노유라 역
- 2002년 《보스 상륙 작전》 ... 명품녀 역
- 2004년 《여자는 남자의 미래다》 ... 박선화 역
- 2004년 《주홍글씨》 ... 지경희 역
- 2005년 《첼로 - 홍미주 일가 살인사건》 ... 홍미주 역
- 2005년 《애인》 ... 여자 역
- 2006년 《손님은 왕이다》 ... 전연옥 역
- 2006년 《시간》 ... 새희 역
- 2016년 《그물》 ... 전향팀담당자 역

## 연기 외 활동

### 텔레비전 프로그램
- 1995년 MBC 《명사 가요초대석》 MC
- 1995년 KBS2 《행운의 일요특급》 MC
- 1996년 KBS1 《TV는 사랑을 싣고》 게스트
- 1997년 SBS 《세상체험 온몸을 던져라》 MC
- 1997년 HBS 《진상을 찾아라》 MC
- 1999년 캐치원 《캐치원 영화세상》 MC
- 2009년 tvN 《스캔들 2.0》 MC

### 앨범
- 2004년 에이원(A.One) - 《Turn It Up》

## 수상 경력
- 1994년 미스코리아 광주-전남 진(眞)
- 1994년 미스코리아 미(美), 포토제닉상
- 1994년 미스 인터내셔널 포토제닉상
- 2007년 제10회 말라가 국제판타스틱영화제 여우주연상